# Operación Daktari
La Operación Daktari es el nombre con el que se conoce a una acusación del gobierno venezolano sobre una invasión de paramilitares colombianos que fueron capturados en el estado  Miranda con armas y vestidos de militares, quienes pretendían ejecutar plan para derrocar al presidente Hugo Chávez, la captura de varias personas en la madrugada del 9 de mayo de 2004 y otros eventos demostraron la existencia de un plan de golpe de Estado, mientras que la oposición descarta la idea de que hubiese un plan que pudiese haber sido descubierto a raíz del allanamiento de la captura de colombianos. Un total de 153 personas fueron detenidas y acusadas de los hechos.

## Hechos
Hugo Chávez, atribuyó el supuesto golpe a una "conspiración internacional, con origen en sectores políticos de la derecha y Estados Unidos," un plan para derrocar a su Gobierno, intentona abortada por los cuerpos de seguridad del Estado. En las operaciones policiales para desmantelar la supuesta red golpista, se allano una propiedad rural del empresario Gustavo Cisneros y un galpón alquilado por la embajada de Estados Unidos. El embajador estadounidense en Venezuela, Charles Shapiro, se reunió con el vicepresidente José Vicente Rangel, a quien presentó una protesta formal y aclarar que su país no apoya ninguna tentativa de cambiar al Ejecutivo por la fuerza. Los abogados de Cisneros leyeron una declaración en la que se afirma que el allanamiento forma parte de la campaña de descrédito que el Gobierno Chávez ha emprendido contra el empresario a escala internacional.
Posteriormente Chávez aseguró que tres jefes paramilitares de las Autodefensas Unidas de Colombia (AUC) que se encargaban del entrenamiento del grupo. Se trataban de José Ernesto Ayala (Comandante Lucas), Rafael Antonio Omaña (Comandante Richard), y Jefferson Gutiérrez (Comandante Jefferson) actualmente detenidos. No obstante, al parecer, no todos los del grupo llegaron a Venezuela engañados. Se detuvieron a 116 supuestos paramilitares de origen colombiano.
Hugo Chávez descartó la participación del gobierno de Colombia y de la oposición venezolana, más bien acusó al expresidente de Venezuela Carlos Andrés Pérez, al "segundo capo", el presidente de la mayor central obrera Carlos Ortega Carvajal y al presidente de facto durante el Golpe de Estado en Venezuela de 2002, Pedro Carmona. Entre los detenidos colombianos hubo 9 menores de edad. Se encontró uno fallecido y enterrado en la finca Daktari. La mayoría de los colombianos fueron entregados en la frontera a la canciller de Colombia Carolina Barco.

## Condenas
Detenido en 2004, el 2005 el tribunal militar Primero de Caracas sentenció condena por dos años al General de brigada Ovideo Poggioli quien cumplió su condena hasta el año 2006 en la Cárcel de Ramo Verde por el caso Daktari, En 2019, acusó al también exdirector del DIM Hugo Carvajal «El Pollo»  de tener una «doble moral» y le advirtió que aunque se haya cambiado de bando político, no será absuelto de sus delitos. El 29 de abril del 2021, fueron detenidos por fuerzas irregulares que controlan la frontera y entregados a las autoridades cuando ingresaba a Venezuela por una trocha en el estado Táchira junto a otros dos exmilitares, cuando semanas antes había salido para seguir un tratamiento de salud a Estados Unidos, Diosdado Cabello confirmó la detención. y fue liberado en junio de 2021